# Lockroy

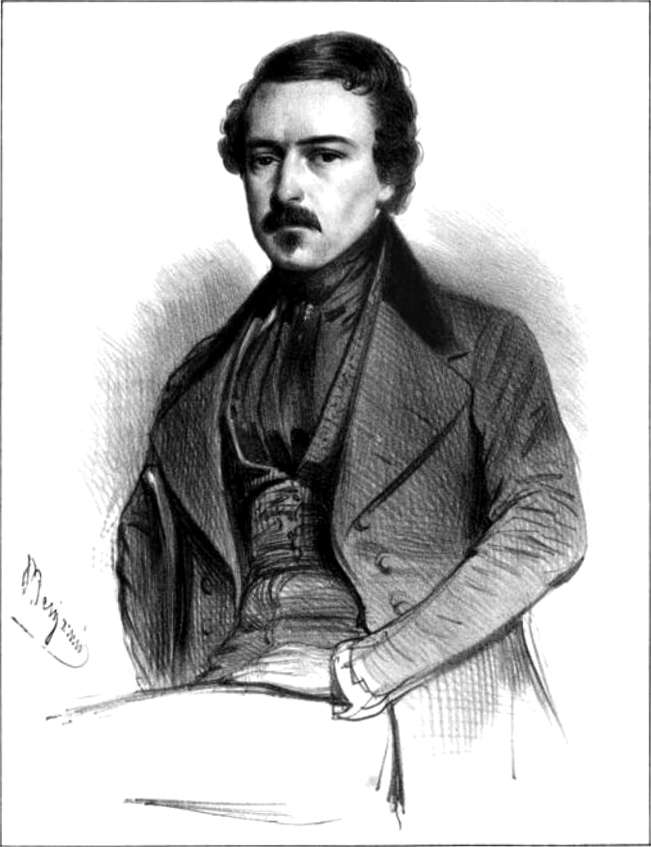
Lockroy.

Joseph-Philippe Simon, känd under pseudonymen Lockroy, född den 17 februari 1803 i Turin, död den 19 januari 1891 i Paris, var en fransk dramatiker och skådespelare. Han var far till Édouard Lockroy.
Lockroy författade ett flertal dramer, vådeviller och texter till operetter, dels ensam och dels i samarbete med andra, bland andra Eugène Scribe. Mest känd bland hans operettexter är librettot till Aimé Maillarts Villars dragoner (1856).